# دارفور شرقی
دارفور شرقی (به عربی: ولایة شرق دارفور) یک ایالت در سودان است که در دارفور واقع شده‌است.